# AnimalBase
Die AnimalBase-Datenbank ist ein Projekt der Georg-August-Universität Göttingen für die Digitalisierung zoologischer Literatur.
Ziel ist es, frühe zoologische Literatur zu digitalisieren und urheberrechtsfreien Open-Access-Zugang zu diesen Werken zu ermöglichen. Zusätzlich werden der Öffentlichkeit in Handarbeit überprüfte und verifizierte Listen zoologischer Gattungs- und Artnamen als kostenlose Ressource zur Verfügung gestellt. 
AnimalBase hat 2004 begonnen und vor allem in der Anfangsphase wesentlich dazu beigetragen, die frühe zoologische Literatur für einen weltweiten Nutzerkreis zu öffnen. Dies wird deswegen als nützlich betrachtet, weil vor allem die Literatur von vor 1800 für die Forschung nur noch sehr schwer zugänglich ist, für die taxonomische Arbeit jedoch dringend benötigt wird.
Die öffentliche Nutzung von AnimalBase ist nicht beschränkt oder mit Konditionen verbunden. AnimalBase deckt alle zoologischen Disziplinen ab. Im Bereich der Biodiversitätsinformatik ist AnimalBase darin einzigartig, dass es Namen von zoologischen Gattungen und Arten mit deren Erstbeschreibungen verlinkt, wobei der Fokus auf Literatur und Namen von vor 1800 liegt.

## Geschichte
Das AnimalBase-Projekt wurde 2003 ins Leben gerufen und von der Deutschen Forschungsgemeinschaft (DFG) gefördert. Datenbank und Webinterface wurden 2004 entwickelt und 2005 online gestellt. Das Web-Interface wurde dahingehend ausgerichtet, problemlos auch mit stark veralteten Computersystemen und Browsern zu funktionieren.
Von 2003 bis 2005 wurden etwa 400 zoologische Publikationen von 1550 bis 1770 digitalisiert. Rund 10.000 zoologische Namen und deren Verlinkungen auf die Originalwerke wurden in die Datenbank eingegeben. In einem zweiten Projektzeitraum (2008–2011) wurden weitere Werke digitalisiert und mehrere Zehntausend weitere zoologische Namen aus den Originalquellen extrahiert und mit den digitalisierten Erstbeschreibungen verlinkt. AnimalBase gehörte 2009 zu den Gründungsmitgliedern der europäischen Sektion von Biodiversity Heritage Library.

## Digitalisierung und Verlinkung zu digitalisierter Literatur anderer Herkunft
Die frühen zoologischen Werke werden unter höchsten Qualitätsstandards vom Göttinger Digitalisierungszentrum (GDZ) der Niedersächsischen Staats- und Universitätsbibliothek Göttingen (mit rund 4,5 Millionen Bänden eine der größten deutschen Bibliotheken) digitalisiert. AnimalBase verlinkt gegebenenfalls auch zu digitalisierten Werken anderer Anbieter, beispielsweise der Biodiversity Heritage Library (BHL) oder Gallica, unter der Voraussetzung, dass deren Angebote Public-Domain-Inhalte darstellen.

## Das Extrahieren taxonomischer Namen aus der Literatur
Zoologische Gattungs- und Artnamen, die in frühen zoologischen Werken eingeführt wurden, werden manuell in die Datenbank übertragen, inklusive der Originalschreibweise und korrigierten Schreibweise der Namen, Typuslokalitäten und der Seitenzahlen, auf denen der Name im Werk eingeführt wurde.
Des Weiteren werden die Namen mit Einträgen in zwei anderen Datenbanken gegengeprüft, Sherborn's Index Animalium (1902, 1922–1933) und dem Nomenclator Zoologicus von Neave (1939/1940, aktualisiert).
Der nomenklatorische Status der Namen wird in Bezug auf die aktuelle Ausgabe des Internationalen Codes für Zoologische Nomenklatur (ICZN) überprüft. Gelegentlich auftretende Diskrepanzen zwischen den alten Datenbanken und den Ergebnissen des AnimalBase-Teams, beispielsweise in Bezug auf nomenklatorische Priorität oder falsche Schreibweisen, werden gegebenenfalls im Kommentarfeld diskutiert, das für jedes eingetragene Taxon verfügbar ist. Der gesamte Vorgang der Eingabe folgt dem AnimalBase-Standard.

## AnimalBase-Standard
Art- und Gattungsnamen werden manuell unter Prüfung der Erstbeschreibung in die Datenbank eingegeben. Die Eingabe eines Taxonnamens umfasst folgende Bestandteile:
- Die Originalschreibweise des Namens in der Erstbeschreibung wird auf seine Korrektheit in Hinblick auf die geltenden Nomenklaturregeln (Code der Internationale Regeln für die Zoologische Nomenklatur ICZN, aktuelle Ausgabe) geprüft.
- Artnamen werden in Kombination mit dem Gattungsnamen, dem sie in der Erstbeschreibung zugeordnet wurden, eingetragen. Wurde der Gattungsname von dem Autor, der die Artbeschreibung verfasst hat, falsch geschrieben, wird der Artname vom AnimalBase-Team mit dem korrekt geschriebenen Gattungsnamen verbunden.
- Eine eventuell nach heutigen ICZN-Kriterien inkorrekte Originalschreibweise eines Taxonnamens wird im entsprechenden Feld (original spelling) eingetragen, wobei in der Erstbeschreibung verwendete diakritische Zeichen, Ligationen, Großbuchstaben für Artnamen, Bindestriche, Leerzeichen zwischen Teilen des Artnamens, incorrect subsequent spellings von Gattungsnamen in einer vom Autor verwendeten Gattungs-Art-Kombination, unverändert zitiert werden.
- Der Name des Autors wird eingetragen, grundsätzlich so, wie auf der Titelseite der Originalquelle angegeben. Beispiel: Linnæus 1758, Linné 1766.
- Das Jahr oder Publikationsdatum wird vermerkt wie von den Nomenklaturregeln vorgegeben (tatsächliches Publikationsdatum).
- Die Geschlechtshandhabung wird angegeben (wechselbare oder nicht wechselbare Artnamen, in Hinblick auf die Grammatikregeln des post-klassischen Latein). In vielen Fällen ist es schwierig zu entscheiden, ob ein lateinischer Name ein (deklinierbares) Adjektiv ist oder nicht; daher sind die AnimalBase-Einträge diesbezüglich nicht einhundertprozentig verlässlich.
- Ein Link zur digitalisierten Publikation, welche die Originalbeschreibung enthält, wird angegeben.
- Die Seite, auf der der Name in der Originalpublikation eingeführt wurde (also wo der Name zuerst genannt und verfügbar gemacht wurde) wird angegeben. Falls das beschriebene Tier auf einer Abbildungstafel im Werk dargestellt und auf den Tafeln keine Namen angegeben wurden, ist dies nicht zwingend in der AnimalBase angemerkt.
- Die Typuslokalität wird eingetragen wie in der Erstbeschreibung angegeben, falls sie einfach erkennbar oder implizit aus dem Werk ableitbar ist. Diese Vorgehensweise ist ungenau, da die Typuslokalität im eigentlichen Sinn der Ort ist, von dem die namensgebenden Typen stammen (welche nicht vom AnimalBase-Team recherchiert werden). Trotzdem kann diese Angabe oftmals eine hilfreiche Zusatzinformation darstellen.
- Die höhere Tiergruppe, zu welcher das Taxon gehört, wird angegeben.
- Einträge werden mit dem Index Animalium und (im Falle von Gattungsnamen) mit dem Nomenclator Zoologicus überprüft. Fehlerhafte Einträge (vom Erstautor verwendete, allerdings bereits zuvor beschriebene Namen wurden von Sherborn oft fälschlicherweise als neue Namen für spätere Autoren gelistet) sowie fehlerhafte Schreibweisen von Namen in diesen Datenbanken werden nicht in die AnimalBase übertragen, wenn sie als solche erkannt werden.
- Incorrect subsequent spellings (unkorrekte spätere Schreibweisen) werden nicht grundsätzlich als neue Taxa angenommen, können aber gegebenenfalls als nicht verfügbar eingetragen und diskutiert werden, falls sie im Index Animalium als neuer Name geführt wurden oder anderweitig von Bedeutung sind.
- Alle Tiergruppen werden den Regeln des ICZN-Codes entsprechend gleich behandelt (Namen von Fischen folgen denselben Regeln wie Insektennamen)

Dieser Eingabestandard erlaubt einen einfachen und schnellen Zugang zu den grundlegenden Daten aus der Erstbeschreibung eines Taxons. Das AnimalBase-Team passt die Schreibweise oder Autorenschaft jedes einzelnen original beschriebenen Namens nicht den Schreibweisen an, wie sie in heutigen Datenbanken unterschiedlicher Regionen oder Tiergruppen und ohne einheitlichen Standard verwendet werden, sondern hält sich strikt an die Originalwerke. 
Das primäre Ziel der AnimalBase ist es, Links zu den digitalisierten Erstbeschreibungen zur Verfügung zu stellen. Sie kann aber auch zur Überprüfung korrekter Schreibweisen und Autorenschaften zoologischer Namen herangezogen werden. Diesbezüglich stellt AnimalBase potentiell eine hilfreiche Aktualisierung von Sherborn’s Index Animalium dar.

## Nutzung
AnimalBase bietet auch die Möglichkeit zur Kombination von Originalnamen mit ihrer derzeitigen taxonomischen Zugehörigkeit (aktuell verwendete Kombination aus Gattung und Art). Detaillierte biologische Informationen und Bilder sind verfügbar (und werden laufend ausgeweitet), beispielsweise für rund 3000 europäische nicht-marine Mollusken, inklusive mehr als 8000 verfügbare Fotos.
AnimalBase ist ein der Öffentlichkeit frei zugängliches Gemeinschaftsprojekt. Jeder registrierte Mitarbeiter hat die Möglichkeit, Daten zu korrigieren oder zusätzliche Daten einzugeben. Dies umfasst das Hochladen von (urheberrechtsfreien) Bildern der Tierarten, die Eingabe biologischer Daten einschließlich Maßangaben und diagnostischen Merkmalen, Verbreitungsdaten sowie den derzeitigen Schutzstatus in der Roten Liste gefährdeter Arten. Es ist ausdrücklich erlaubt, Daten und Bildmaterial, die vom AnimalBase-Team zur Verfügung gestellt werden, auf anderen Internetseiten weiter zu verwenden (Kopie oder Verlinkung).